# 1000 Miles Adventure
1000 Miles Adventure je závod bez podpory určený především pro cyklisty, ale účastnit se ho mohou i koloběžkáři, běžci, případně je možné zvolit jakýkoliv jiný pohyb vlastní silou. Trasa vede přes Česko a Slovensko a každý rok se střídá směr. V sudé roky se startuje v Nové Sedlici a končí v Třebeni. V liché roky se začíná v Hranicích u Aše a končí v Nové Sedlici. Od roku 2021 se každý ročník jedou dvě trasy – sever, nebo jih. V Česku trasa kopíruje pohraniční pohoří a na Slovensku jde středem např. přes Nízké Tatry.

## Historie
Závod se jezdí od roku 2011 pod taktovkou Jana Kopky. Formátem závodu se inspiroval podobnými akcemi v zahraničí, např. v USA Tour Divide, které sám absolvoval. Závod rychle získal popularitu a kapacita 150 lidí se běžně vyprodává během několika minut.
Od roku 2021 se jezdí dvě trasy – severní a jižní. Závod poznamenala pandemie covidu-19. V roce 2020 se kvůli ní zrušil plánovaný formát dvojnásobné trasy 2020 mil. Ten se musel zrušit i v roce 2021, a to pouhých 20 hodin před začátkem závodu. Speciální trasa 2020 mil se nakonec jela až v roce 2023. Měřila 3 372 kilometrů a závodníci nastoupali téměř 71 tisíc metrů převýšení. Do cíle jich dorazilo 35.

## Vítězové[5]
- 2011 Zdeněk Kříž a Zdeněk Tomeček
- 2012 Zdeněk Kříž
- 2013 Jan Tyxa
- 2014 Štěpán Stránský a Martin Vít
- 2015 Jan Tyxa
- 2016 Radek Musil
- 2017 Jiří Kašpar
- 2018 Radek Musil
- 2019 Milan Hanyk
- 2020 Kai-Uwe Lehnung
- 2021 Sever - Tomáš Novotný a Radek Musil, Jih - Pavel Šíp
- 2022 Sever - Tomáš Novotný a Tomáš Fabián, Jih - Jiří Dolejš
- 2023 Sever - Milan Hanyk, Jih - Petr Zítek
- 2024 Sever - Daniel Polman, Jih - Matěj Činčera